# Сабатіна Валентина Мефодіївна
Валентина Мефодіївна Сабатіна (нар. 12 січня 1937, село Дубове, тепер Подільського району Одеської області) — українська радянська діячка, бригадир швачок, контролер Одеського виробничого трикотажного об'єднання імені Крупської. Депутат Верховної Ради УРСР 9—10-го скликань.

## Біографія
Народилася в родині колгоспника.
З 1954 року — учениця, швачка-мотористка, з 1971 року — бригадир швачок Одеської трикотажної фірми імені Крупської, контролер якості Одеського виробничого трикотажного об'єднання імені Крупської. Без відриву від виробництва закінчила середню школу.
Член КПРС з 1963 року.
Потім — на пенсії в місті Одесі.

## Нагороди
- орден Трудового Червоного Прапора
- медалі